# 刀銭

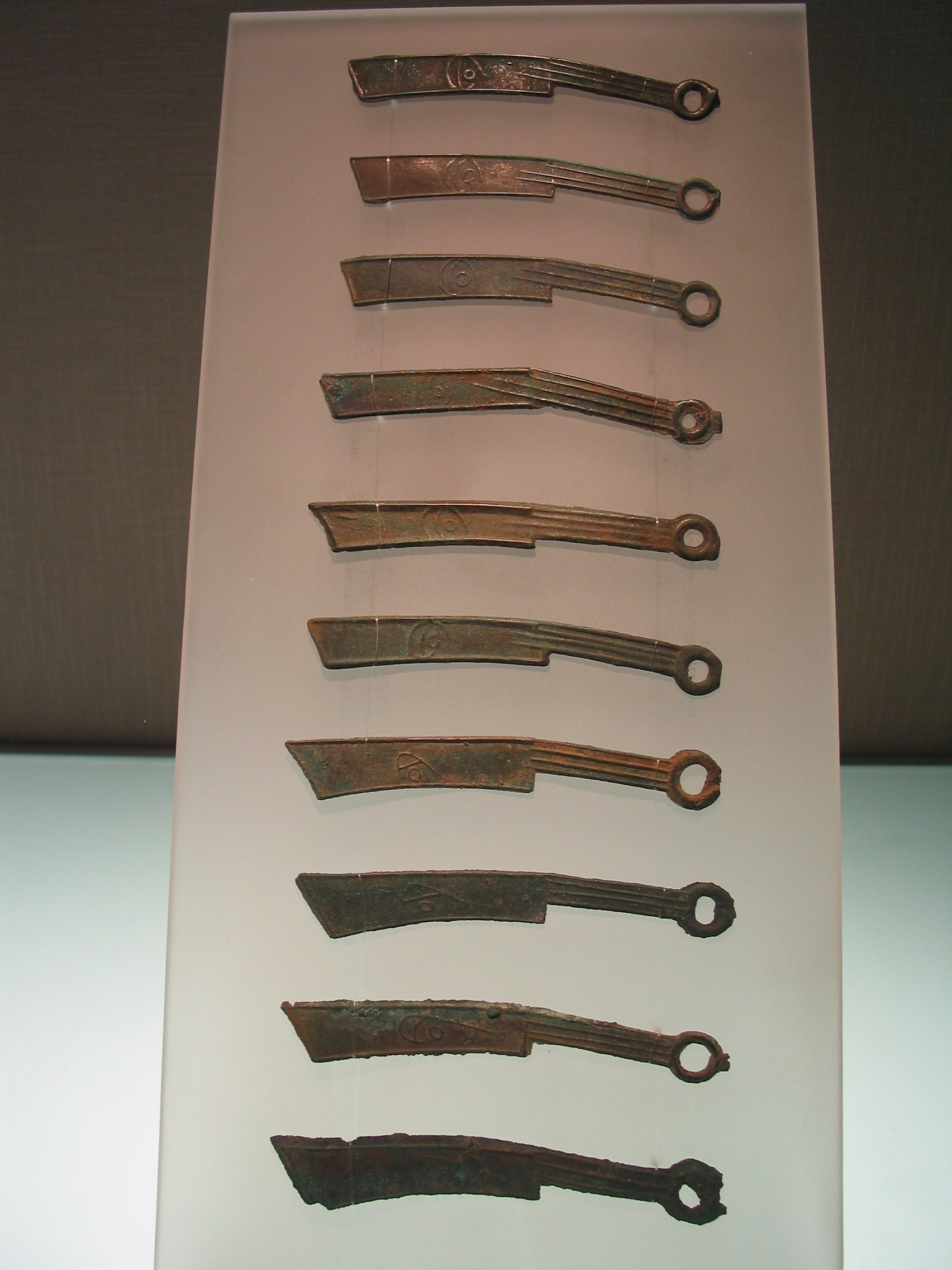
刀銭

刀銭（とうせん）は、中国で用いられた、刀の形状を模した青銅の貨幣。刀泉とも表記すし、また刀幣（とうへい）、刀貨（とうか）とも呼ぶ。
春秋戦国時代の斉・燕・越などで用いられた。形状から、尖首刀・斉刀・明刀（方首刀）・円首刀の4種類に分けられる。新の王莽が鋳造した貨幣（王莽銭）のうち一部も、刀銭を模した形状をしている。同時代には各地で青銅貨幣が用いられており、趙・魏・韓などでは布銭、楚では蟻鼻銭、秦では円銭（環銭）が用いられていた。